# Rhyl FC
Rhyl Football Club je velšský fotbalový klub z města Rhyl. Dvakrát vyhrál Welsh Premier League (2003–04, 2008–09) a čtyřikrát velšský fotbalový pohár (1951–52, 1952–53, 2003–04, 2005–06).

## Výsledky v evropských pohárech
Liga mistrů UEFA
| Sezóna  | Kolo  | Soupeř            | Doma | Venku | Celkem |
| ------- | ----- | ----------------- | ---- | ----- | ------ |
| 2004–05 | 1.př. | Skonto Riga       | 1–3  | 0–4   | 1–7    |
| 2009–10 | 2.př. | Partizan Bělehrad | 0–4  | 0–8   | 0–12   |

Pohár UEFA/Evropská liga UEFA
| Sezóna  | Kolo  | Soupeř           | Doma | Venku | Celkem |
| ------- | ----- | ---------------- | ---- | ----- | ------ |
| 2005–06 | 1.př. | FK Atlantas      | 2–1  | 2–3   | 4–4    |
| 2005–06 | 2.př. | Viking Stavanger | 0–1  | 1–2   | 1–3    |
| 2006–07 | 1.př. | Sūduva           | 0–0  | 1–2   | 1–2    |
| 2007–08 | 1.př. | FC Haka          | 3–1  | 0–2   | 3–3    |